# Tristen Spitze
Tristen Spitze är ett berg i Österrike.   Det ligger i distriktet Spittal an der Drau och förbundslandet Kärnten, i den centrala delen av landet, 270 km sydväst om huvudstaden Wien. Toppen på Tristen Spitze är 2 929 meter över havet, eller 259 meter över den omgivande terrängen. Bredden vid basen är 0,42 km.
Terrängen runt Tristen Spitze är huvudsakligen mycket bergig. Runt Tristen Spitze är det ganska glesbefolkat, med 29 invånare per kvadratkilometer.. Närmaste större samhälle är Gmünd in Kärnten, 18,3 km öster om Tristen Spitze. 
Trakten runt Tristen Spitze består i huvudsak av gräsmarker.